# Agarakadzor (vattendrag)
Agarakadzor är ett vattendrag i Armenien. Det ligger i den centrala delen av landet, 19 kilometer öster om huvudstaden Jerevan.
Trakten runt Agarakadzor består i huvudsak av gräsmarker. Runt Agarakadzor är det ganska tätbefolkat, med 155 invånare per kvadratkilometer.